# Def Jam: Let the People Speak
Def Jam: Let the People Speak to składanka zawierająca hity wykonawców z wytwórni Def Jam. Znajdują się na nim między innymi "Slam" (Onyx), "You Gotta Fight for Your Right" (Beastie Boys) czy "Get at Me Dog" (DMX).

## Lista utworów
1. "Get at Me Dog" (DMX ft. Sheek Louch)
2. "Children’s Story" (Slick Rick ft. DJ Vance Wright)
3. "Public Enemy Number 1" (Public Enemy)
4. "Put It on Me" (Ja Rule ft. Vita)
5. "You Gotta Fight for Your Right" (Beastie Boys)
6. "Slam" (Onyx)
7. "Get Me Home" (Foxy Brown ft. Blackstreet)
8. "Mona Lisa" (Slick Rick ft. DJ Vance Wright)
9. "Fight the Power" (Public Enemy)
10. "Doin' It" (LL Cool J)
11. "I'll Bee Dat!" (Redman)
12. "What's Your Fantasy" (Ludacris ft. Shawna)
13. "Mama Said Knock You Out" (LL Cool J)
14. "Regulate" (Warren G)